# Warming Up Yesterday's Lunch
Warming Up Yesterday's Lunch (en búlgaro: Подгряване на вчерашния обед, romanizado: Podgryavane na vcherashniya obed; en macedonio: Подгревање на вчерашниот ручек) es una película dramática búlgaro-macedonia de 2002 dirigida por Kostadin Bonev. Se inscribió en el 25.ª Festival Internacional de Cine de Moscú.

## Reparto
- Svetla Yancheva como Katerina anciana (como Svetlana Yancheva)
  - Bilyana Kazakova como Joven Katerina
- Mariya Mazneva como Katerina
- Snezhina Petrova como Tzena
- Rousy Chanev como Abuelo Vande (como Rusi Chanev)
- Atanass Atanassov como Kiril Vandev
- Galin Stoev como El Director
- Dossio Dossev como Bozhin
  - Nikolay Mutafchiev como Joven Bozhin
- Stoyan Sardanov como Leshko